# Nalitabari Upazila
Nalitabari Upazila är ett underdistrikt i Bangladesh. Det ligger i den centrala delen av landet, 150 km norr om huvudstaden Dhaka.
Trakten runt Nalitabari Upazila består till största delen av jordbruksmark. Runt Nalitabari Upazila är det tätbefolkat, med 849 invånare per kvadratkilometer.